# Anemone deltoidea
Anemone deltoidea là một loài thực vật có hoa trong họ Mao lương. Loài này được Douglas mô tả khoa học đầu tiên năm 1829.

## Hình ảnh

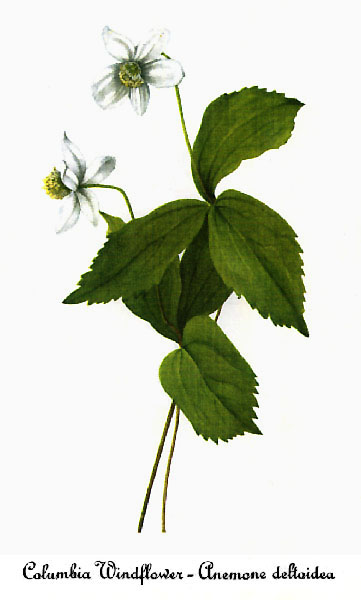
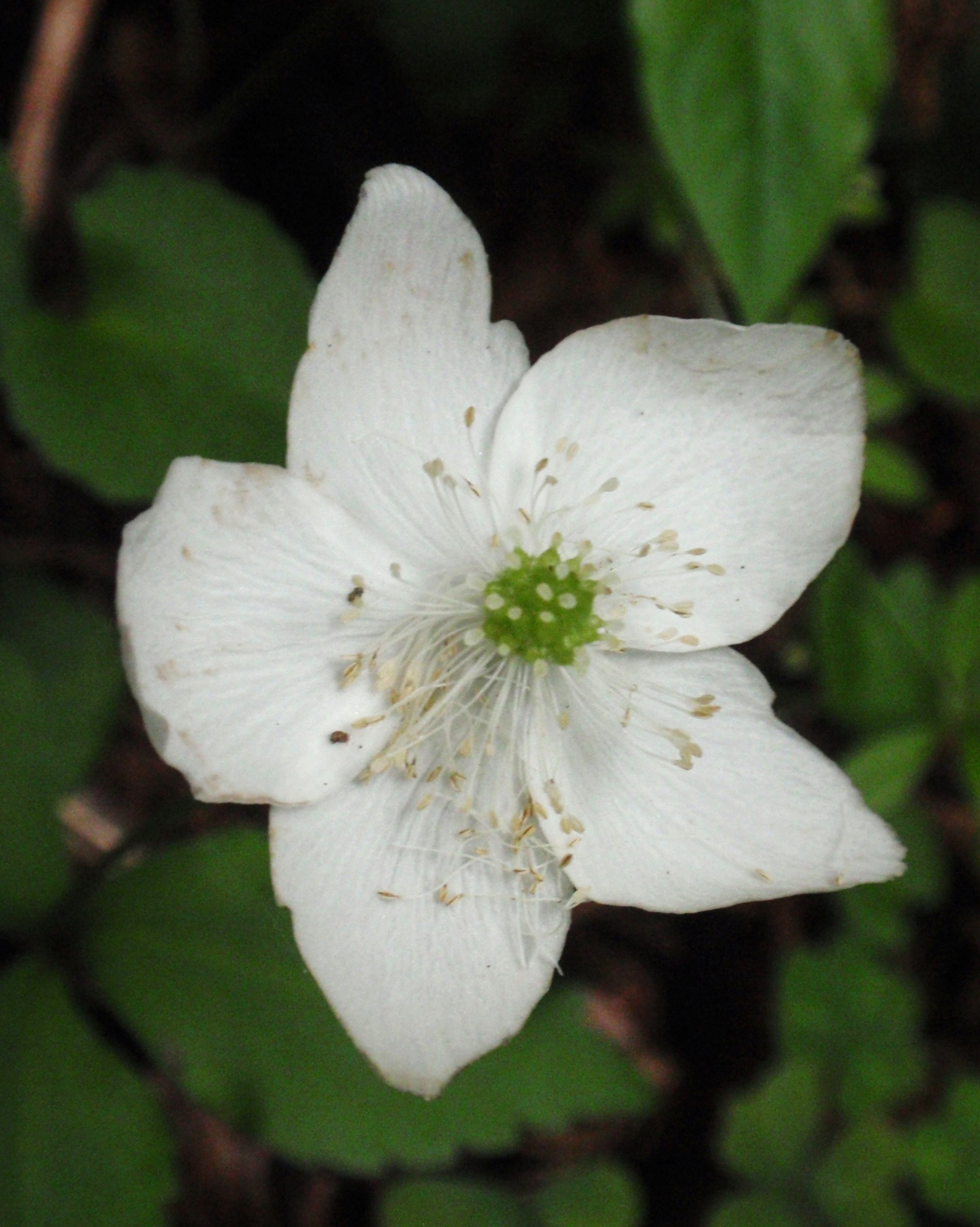